# Дом В. М. Бурмистровой с интерьером
Дом В. М. Бурмистровой с интерьером — памятник архитектуры в историческом центре Нижнего Новгорода. Построен в 1885 году, предположительно по проекту Н. Д. Григорьева в стиле академической эклектики.

## История
История городской усадьбы на пересечении Жуковской (позднее Университетской, сегодня Минина) и Провиантской улиц прослеживается с 1860-х годов. В то время её хозяином был Отто Альбертович фон Мерценфельд, бывший ейский, затем нижегородский купец первой гильдии. Постепенно дела его пришли в упадок, а имущество стало распродаваться за долги. Весной 1872 года, за неуплату долга тюменскому купеческому сыну П. И. Трусову, был выставлен на торги одноэтажный ветхий дом Мерценфельда на Жуковской улице под № 36, рядом с Мариинским институтом благородных девиц. Помимо обветшалого дома, внутри двора располагались старые деревянные флигели и сарай.
По итогам торгов новой владелицей усадьбы стала баронесса Елизавета Карловна Фредерикс. В феврале 1874 года на участке располагались двухэтажный деревянный дом на каменном полуэтаже в пять окон по фасаду, деревянный одноэтажный флигель в три окна и деревянные службы. Все постройки были в хорошем состоянии.
Около 1879 года усадьбу купила жена нижегородского купеческого сына первой гильдии Варвара Михайловна Бурмистрова (урождённая Рукавишникова) — представительница одной из самых известных купеческих династий Нижнего Новгорода. Предполагается, что выбор именно этого для проживания был продиктован желанием обосноваться поблизости от брата Сергея Михайловича Рукавишникова, построившего знаменитый дом на Верхневолжской набережной.
Новая владелица выкупила также обширную усадьбу с деревянным двухэтажным домом и флигелем на противоположной стороне Провиантской улицы, ранее принадлежавшую Любови Александровне Леман, ставшее обособленным участком усадьбы Бурмистровой. По всей видимости, именно здесь первоначально развернулось новое строительство. Первой постройкой стала каменная одноэтажная оранжерея, так как супруг Варвары Михайловны, Дмитрий Иванович Бурмистров, был страстным садоводом-любителем. В ноябре 1884 года городская дума утвердила оценку оранжереи в 2400 рублей.
Главный усадебный дом был перестроен (расширен) и приобрёл современные габариты и архитектурно-художественное оформление, предположительно, в строительный сезон 1885 года. Проектных и фиксационных чертежей дома не выявлено и утверждение краеведа Н. Ф. Филатова о том, что автором проекта был архитектор Н. Д. Григорьев, растиражированное в ряде краеведческих работ, ставится под сомнение. К этому времени были построены и кирпичные надворные постройки, в том числе два двухэтажных корпуса служб.
В последующие годы некоторые изменения в оценке имения Бурмистровой были вызваны строительством новых и перестройкой старых оранжерей. В фондах Центрального архива Нижегородской области сохранился план устройства канализационных колодцев от 1898 года, на котором отражено положение самого дома и надворных строений, располагавшихся напротив и представлявших собой единое П-образное сооружение. По меркам начала XX века особняк отличался повышенным уровнем комфорта: в нём были устроены водопровод и канализация, проведено электричество, обогревалось здание калориферным отоплением.
Описание дома этого периода приводится в известном романе племянника Бурмистровой И. С. Рукавишникова «Проклятый род»: «Дом небольшой, изящный, как королевская игрушка… на каменном фундаменте… интерьеры отделаны кедром, орехом, бронзой, гобеленами, всюду вазы саксонского и екатерининского фарфора, много цветов: тюльпанов, роз, гиацинтов». Упоминаются также «трёхдесятинный сад», выходящий к Волге, и три стеклянные оранжереи.
Овдовев в 1899 году Варвара Михайловна активно занималась благотворительностью. В апреле 1914 года удостоилась «Высочайшего соизволения» на присвоение звания почётной гражданки Нижнего Новгорода.
Иногда дом Бурмистровой становился местом проведения светских раутов. Об одном таком мероприятии сообщалось в начале 1914 года: «Третьего дня у В. М. Бурмистровой был большой бал, на который собралось до 100 приглашенных гостей. На балу в числе присутствовавших были — гофмейстер Высочайшего Двора В. М. Борзенко, камергер Высочайшего Двора М. С. фон Брин, городской голова Д. В. Сироткин, подполковник А. Л. Комендантов, много молодёжи и других лиц. Дамам были розданы роскошные бутоньерки из живых цветов собственной оранжереи радушной хозяйки. Бал прошел оживленно и затянулся далеко за полночь».
После октябрьской революции 1917 года особняк был экспроприирован. Часть его занял музей, просуществовавший до 1924 года. Затем в нём разместилась школа им. Карла Маркса. В 1927 году специальная комиссия решила, что здание не может больше использоваться под учебное заведение. Рассматривалась возможность строительства новой школы здесь же, на территории усадьбы, однако от планов отказались. В том же году начались ремонтные работы с элементами реставрации. В ходе работ бережно сохранили интерьеры особняка. После ремонта в здании разместились курсы Губкома, флигели приспособили под общежитие.
В марте 1934 года Горьковский краевой комитет ВКП(б) принял решение передать пять комнат в доме для размещения в них Литературного музея М. Горького.
Скоро на участке усадьбы развернулось новое строительство. Постепенно был уничтожен сад Бурмистровой, на месте которого выстроили Индустриальный институт (сегодня — Технический университет им. Р. Е. Алексеева) и жилые дома.
В ноябре 1941 года литературный музей эвакуировали в отдалённый Тоншаевский район, особняк был отдан под госпиталь. Военные годы нанесли большой урон интерьерам особняка: разрушена лепнина, испорчен искусственный мрамор, лестница из китайского мрамора. Дорогая парчовая, бархатная и кожаная обивка стен, прикрытая фанерой, сохранилась. После войны Литературный музей вернулся в особняк Бурмистровой. Часть здания занимали жилые квартиры, владельцы которых активно боролись с музеем и устроили во дворе стоянку машин и деревянные гаражи-бензохранилища.
В 1958 году дом пострадал от пожара. В ходе восстановления отказались от реставрации части интерьеров. В 1971 году музей переехал в другое здание, но особняк остался в структуре учреждения, а в 1989 году был поставлен на государственную охрану как памятник истории и культуры регионального значения. Защита государства помогла сохранить здание в постсоветский период, когда началась тотальная зачистка старых кварталов от исторической застройки под лозунгом «Столица Нижний».
25 июня 2020 года в здании, находившемся на реконструкции, произошёл пожар, при котором, в том числе, частично обрушились чердачные перекрытия.

## Архитектура

### Фасады
Основной объём одноэтажного на цокольном этаже оштукатуренного здания имеет близкую к квадрату в плане форму, перекрыт вальмовой кровлей. Основной этаж имеет значительную относительно нижнего цокольного высоту. Со стороны северного фасада расположен выступающий объём с расположенной в нём лестничной клеткой. С востока примыкает поздний пристрой, возведённый на месте существовавшей ранее открытой террасы с лестницами-всходами.
Южный фасад по улице Минина имеет восемь осей света. Крайняя правая ось акцентирована слабораскрепованным ризалитом с филенчатой дубовой дверью парадного входа. Над входом установлен чугунный навес в виде разорванного лучкового фронтона, опирающийся на литые колонки и декорированный вазоном. По сторонам от входа помещены крупные лепные медальоны. Ось ризалита акцентирована аттиком, завершённым лучковым фронтоном. Тимпан фронтона украшен картушем с вензелем с инициалами владельца (буквой Б). Широкое окно ризалита обрамлено простым рамочным наличником, над ним помещены горизонтальные филенки, декорированные волютообразными лепными деталями.
Плоскость цокольного этажа прорезана квадратными окнами и декорирована линейным рустом. Углы подчёркнуты широкими выступами, служащими основаниями для пилястр первого этажа. Они представляют собой ордерную композицию, образованную сдвоенными малыми каннелированными пилястрами композитного ордера, разделёнными вертикальными нишами. Над пилястрами размещены круглые медальоны в лепных обрамлениях. Углы ризалита обработаны парами аналогичных более крупных пилястр с базами и капителями композитного ордера.
Окна первого этажа заключены в рамочные наличники, в навершиях которых повторяется форма профилированного лучкового сандрика на кронштейнах, украшенного имитирующими замки лепными элементами в виде цветков крина. Под окнами установлен широкий междуэтажный пояс, раскрепованный под боковыми стойками наличников и декорированный фигурными кронштейнами и лепными гирляндами. Под карнизом проходит фриз, дополненный сухариками, горизонтальными рамками с лепными розетками и фестончатым поясом. Фриз ризалита украшен рядом фигурных кронштейнов. Справа к фасаду основного объёма примыкает декоративная стена, закрывавшая террасу.
Западный фасад решён в семь осей света, симметрично фланкирован по сторонам слабораскрепованными ризалитами. В ризалитах помещены массивные эркеры первого этажа, опирающиеся на широкие наклонные консоли и завершённые лучковыми фронтонами с лепным декором в тимпанах. Узкие она эркеров обрамлены полуколоннами прямоугольного сечения, в форме кариатид, поддерживающих капители ионического ордера. Карнизный пояс ризалитов дополнен фризом с рядом фигурных кронштейнов, квадратными ширинками и крупными сухариками. Над ризалитами установлены два невысоких аттика. Цокольный этаж покрыт рустом. Окна первого этажа разделены широкими простенками. В верхней части простенков помещены четыре круглых медальона с барельефным изображением женских профилей и гирлянд под ними.
К южному и западному фасадам примыкает стена ограждения, декорированная вазонами на постаментах, между которыми расположены металлические ажурные решётки.
Со стороны северного фасада расположен пристроенный объём с лестничной клеткой и чёрным входом, завершённый треугольным фронтоном. Основная плоскость имеет пять окон.
Часть восточного фасада закрыта поздней пристройкой с прямоугольными окнами, возведённой из силикатного и керамического кирпича на месте существовавшей террасы. Дворовые фасады имеют более скромное декоративно-художественное решение. Цокольный этаж со двора совсем лишён декора.

### Интерьеры
Внутренняя планировка здания в значительной степени сохранена. Вход в двусветный холл осуществляется через выполненный из дерева массивный тамбур с двустворчатой остеклённой внутренней дверью, декорированной профилированными филенками, элементами барельефной и моделированной резьбы. Вход в вестибюль решён в виде портала с деревянным заполнением: застеклённый проём и двустворчатая филенчатая дверь, также остеклённая. Стены вестибюля обиты деревянными панелями.
- Холл и Аванзал

Просторный холл освещается окнами первого этажа, на который ведёт мраморная двухмаршевая лестница с массивными четырёхгранными балясинами. Стены первого этажа разделены пилястрами, опирающимися на междуэтажный пояс, включающий орнамент в виде бегущей волны. Плоскость стены между пилястрами оформлена декоративными рамками, обработанными иониками. Потолок декорирован профилированными тягами с модульонами, дентикулами, лепными орнаментальными полосами. В центре расположена розетка в виде круга, вписанного в квадрат, по сторонам которого размещены медальоны с маскаронами. Холл в уровне первого этажа связан с Аванзалом, имеющим аналогичное декоративное решение интерьера, широким балконом с балюстрадой.
Анфиладная планировка связывает основные помещения первого этажа. Вдоль главного фасада расположена анфилада из Аванзала на два окна, Белого зала и углового Бархатного зала.
- Белый зал

Выступает центральным и наиболее парадным помещением. Вытянут вдоль здания, освещается темя окнами. Вдоль продольной стены расположена оркестровая, связанная с залом широким порталом. В ней помещены две угловые печи. Центральная ось зала подчёркнута выступом торцевой стены, в который встроено арочное зеркало. Над ним помещён декоративный медальон с херувимами и цветочными гирляндами по бокам. По углам расположены дверные проёмы. Двустворчатые двери декорированы филенками, украшенными искусно выполненными элементами моделированной резьбы в виде ветвей и листьев. Над дверьми расположены лепные вазоны в фигурных рамках.
Стены окрашены в белый цвет, отдельные элементы лепнины выделены бронзой. Роскошно декорированный потолок имеет два уровня. Украшен фигурными кронштейнами, лепниной с медальонами и маскаронами по углам и орнаментом в виде бегущей волны, профилированными тягами, венчающими акантовые пояса, жгуты, жемчужник, двумя лепными розетками.
- Бархатный зал

Замыкает анфиладу вдоль главного фасада. Сохранилась подлинная отделка стен, обитых бархатом и декорированных массивными багетами, плоскость внутри которых заполнена гобеленами. Полихромный потолок украшают высокий плавно изогнутый карниз, лепные детали и орнаменты, окрашенные в различные цвета. В углах карниза помещены щиты, центральные оси помещения акцентированы искусными медальонами с женскими головами, обвитыми листьями. По периметру расположены бронзированные гирлянды. В центре потолка помещена ажурная лепная розетка.
- Каминный зал

Также сохранил подлинный интерьер. В зале расположен камин, облицованный серым мрамором и декорированный картушем с ветвями и цветочными гирляндами. Стены и потолок декорированы деревом, пол выстлан дощатым паркетом. Стены разделены горизонтальным декоративным резным поясом с орнаментом в виде бегущей волны. Верхняя часть стен разбита профилированными рамками, декорированными иониками, на узкие вертикальные панели, обитые кожей с тиснёным на ней цветочным рисунком. К круглой розетке в центре крепится массивная резная люстра из дерева.
- Дубовый зал

Интерьер выполнен из дерева. Горизонтальный зубчатый пояс делит плоскости стен по вертикали. В нижней части расположен ряд квадратных филенок. Верх декорирован сдвоенными наборными пилястрами с резными накладными элементами. Поперечные стены и плоскости над дверьми оформлены прямоугольными панелями с вырезанными на них свитками, завитками и цветами. Потолок разделён массивными поперечными балками, на нём расположено пять резных розеток из дерева. Пол покрыт паркетом.
- Будуар

Небольшое помещение будуара расположено вдоль восточного фасада здания. В нём пышно декорирован потолок. Плоскость нижнего яруса покрыта лепными орнаментами: акантовым поясом, цветами и спиралевидными завитками. Центральная часть представляет собой полусферический купол, заполненный резной розеткой.